# ابریشم‌دم ناتوا
ابریشم‌دم ناتوا (نام علمی: Lamprolia klinesmithi) نام یک گونه از سرده ابریشم‌دم است.